# Големанци
Големанци (болг. Големанци) — село в Болгарии. Находится в Хасковской области, входит в общину Хасково. Население составляет 556 человек.

## Политическая ситуация
В местном кметстве Големанци, в состав которого входит Големанци, должность кмета (старосты) исполняет Якуб Расим Хаджиосман (Движение за права и свободы (ДПС)) по результатам выборов.
Кмет (мэр) общины Хасково — Георги Иванов Иванов (коалиция партий: партия «Родина», демократический союз «Радикалы») по результатам выборов.